# شتيفان شتاينفج
شتيفان شتاينفج (بالألمانية: Stefan Steinweg) مواليد 1969، هو دراج ألماني سابق. سبق أن شارك في دورة الألعاب الأولمبية الصيفية وفاز بميدالية أولمبية.

## الميداليات
| الميدالية | المسابقة                       |
| --------- | ------------------------------ |
| ذهبية     | الألعاب الأولمبية الصيفية 1992 |

## روابط خارجية
- ستيفان ستينويج على موقع أرشيف الدراجات (الإنجليزية)
- ستيفان ستينويج على موقع إحصائيات الدراجات الإحترافية (الإنجليزية)
- ستيفان ستينويج على موقع CycleBase (الإنجليزية)
- ستيفان ستينويج على موقع أوليمبيديا (الإنجليزية)